# Janis Ian
Janis Ian, pseudonimo di Janis Eddy Fink (New York, 7 aprile 1951), è una cantante, musicista e scrittrice statunitense.

## Biografia
Nata a New York, è cresciuta e si è formata nel New Jersey. All'età di 13 anni ha scritto e cantato il suo primo singolo Society's Child (Baby I've Been Thinking), prodotto da Shadow Morton. 
Nel 1967 il brano ha avuto successo a livello nazionale, anche grazie al suo inserimento nel programma televisivo Inside the Rock Revolution di Leonard Bernstein.
Il primo album dal titolo omonimo è uscito proprio nel 1967 ed ha ottenuto ottimi riscontri in termini commerciali. Gli album successivi non sono invece riusciti a entrare nella classifica Billboard 200, tranne  Between the Lines (1975) che ha raggiunto il secondo posto della classifica. Dopo Restless Eyes (1981), la cantante è ritornata a incidere negli anni '90, senza troppa fortuna.

## Vita privata
Ha fatto coming out nel 1993 e si è sposata con Patricia Snyder nel 2003 a Toronto, conosciuta nel 1989.

## Discografia

### Album studio
- Janis Ian (1967)
- For All the Seasons of Your Mind (1967)
- The Secret Life of J. Eddy Fink (1968)
- Who Really Cares (1969)
- Present Company (1971)
- Stars (1974)
- Between the Lines (1975)
- Aftertones (1976)
- Miracle Row (1977)
- Janis Ian (1978)
- Night Rains (1979)
- Restless Eyes (1981)
- Uncle Wonderful (1983)
- Breaking Silence (1993)
- Simon Renshaw Presents: Janis Ian Shares Your Pain (1995)
- Revenge (1995)
- Hunger (1997)
- God & the FBI (2000)
- Lost Cuts 1 (2001)
- Billie's Bones (2004)
- Folk Is the New Black (2006)

### Compilation albums
- Remember (1978) (JVC Japan)
- The Best of Janis Ian (1980) (CBS)
- My Favourites (1980) (CBS)
- Stars/Night Rains (Double Album) (1987) (CBS)
- At Seventeen (1990) (CBS)
- Up 'Til Now (1992) (Sony)
- Society's Child: The Verve Recordings (1995) (Polydor)
- Live on the Test 1976 (1995) (BBC World Wide)
- Unreleased 1: Mary's Eyes (1998) (Rude Girl)
- The Bottom Line Encore Collection (1999) (Velvet)
- The Best of Janis Ian (2002) (Festival)
- Live: Working Without a Net (2003) (Rude Girl)
- Souvenirs: Best of 1972–1981 (2004) (Rude Girl)
- Unreleased 2: Take No Prisoners (2006) (Rude Girl)
- Unreleased 3: Society's Child (2006) (Rude Girl)
- Ultimate Best (2007) (JVC Victory)
- Best of Janis Ian: Autobiography Collection (2008) (Rude Girl)